# Michael Watkins
Pour les articles homonymes, voir Watkins.
Michael Watkins est un réalisateur et directeur de la photographie américain.

## Biographie
Michael Watkins a commencé sa carrière comme directeur de la photographie avant de devenir réalisateur, essentiellement pour la télévision. Il a remporté à deux reprises, en 1990 et 1991, le Primetime Emmy Award de la meilleure photographie pour une série pour son travail sur la série Code Quantum. Il a également réalisé le long métrage Un catcheur au grand cœur (2010).

## Filmographie

### Réalisateur

#### Cinéma
- 2010 : Un catcheur au grand cœur

#### Télévision
- 1990-1992 : Code Quantum (série télévisée, 6 épisodes)
- 1994-1995 : Loïs et Clark : Les Nouvelles Aventures de Superman (série télévisée, 6 épisodes)
- 1996-2001 : New York Police Blues (série télévisée, 4 épisodes)
- 1997 : Millennium (série télévisée, saison 1 épisode 15)
- 1997-1998 : Brooklyn South (série télévisée, 6 épisodes)
- 1998-2000 : X-Files : Aux frontières du réel (série télévisée, 6 épisodes : Zone 51 2/2, Photo mortelle, Bienvenue en Arcadie, La Sixième Extinction 2/2, Délivrance 1/2 et Peur bleue)
- 2000 : Les Experts (série télévisée, saison 1 épisode 2)
- 2001 : Smallville (série télévisée, 2 épisodes)
- 2003 : Las Vegas (série télévisée, 4 épisodes)
- 2004 : 5 jours pour survivre (mini-série)
- 2005 : Prison Break (série télévisée, saison 1 épisode 2)
- 2006-2009 : New York, police judiciaire (série télévisée, 5 épisodes)
- 2007-2008 : Monk (série télévisée, 4 épisodes)
- 2009 : Warehouse 13 (série télévisée, 2 épisodes)
- 2009-2012 : US Marshals : Protection de témoins (série télévisée, 5 épisodes)
- 2009-2013 : Royal Pains (série télévisée, 8 épisodes)
- 2010-2013 : Justified (série télévisée, 5 épisodes)
- 2011-2012 : Esprits criminels (série télévisée, 2 épisodes)
- 2013-2016 : The Blacklist (série télévisée, 15 épisodes)

### Directeur de la photographie

#### Cinéma
- 1976 : Colère froide
- 1993 : Nom de code : Nina
- 1993 : Drôles de fantômes

#### Télévision
- 1983 : Les deux font la paire (série télévisée, 4 épisodes)
- 1989-1992 : Code Quantum (série télévisée, 56 épisodes)